# هبة

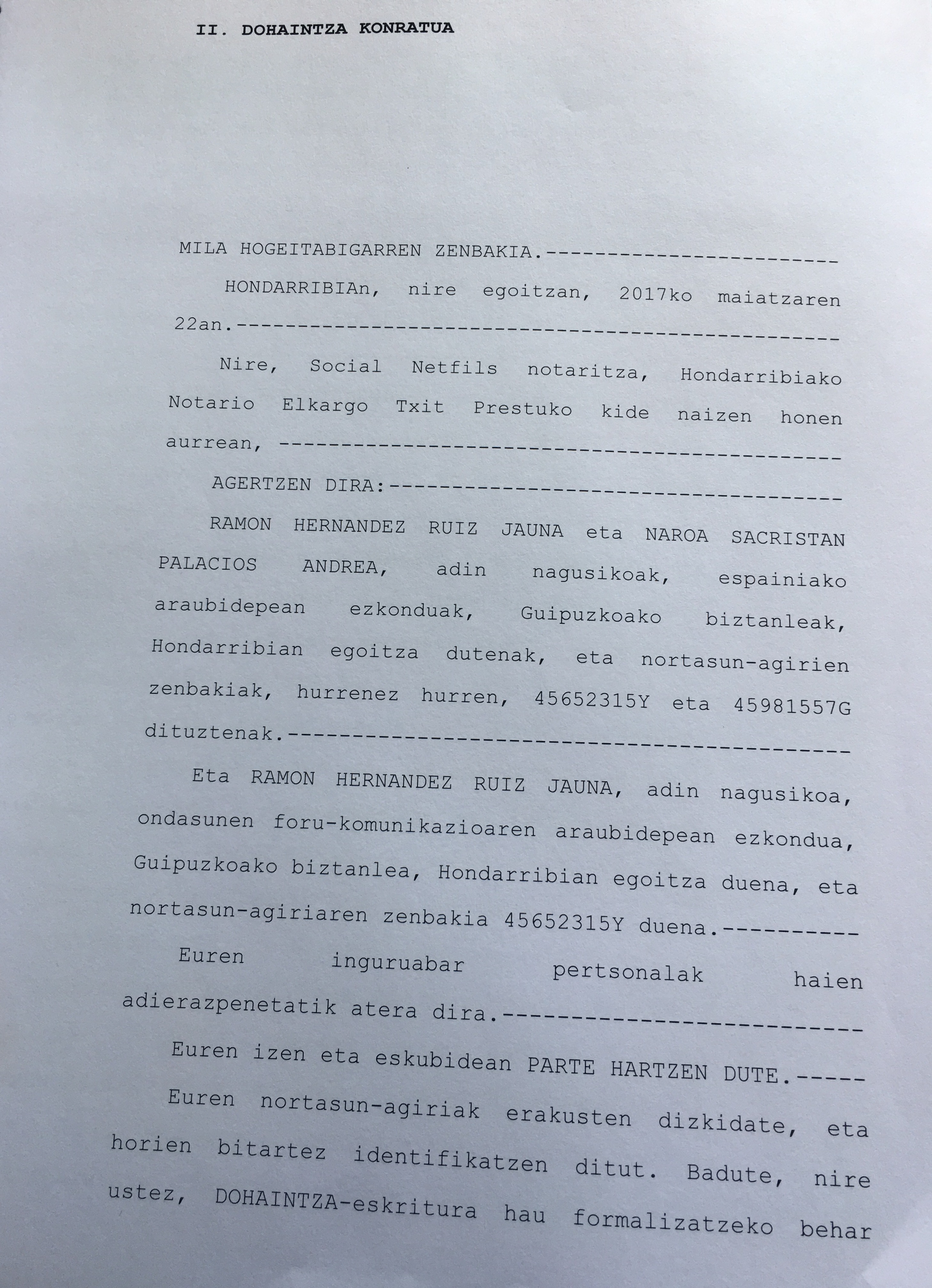

الهبة لغة هي الهدية من الله والتبرع والتفضل على الغير ولو بغير مال أي بما ينتفع به مطلقا سواء كان مالا ام غير مال، وتستخدم كلمة هبة كاسم للبنات.
الهبة في الدين الإسلامي عقد يتصرف بمقتضاه الواهب في مال له دون عوض ويجوز ان يفرض الواهب على الموهوب له القيام بالتزام معين. وهي عقد يحتاج إلى توافر عناصر أهمها:
- نية التبرع بالمال الذي يتصرف فيه الواهب
- الهبة عقد بين الاحياء
- الإيجاب والقبول بين الواهب والموهوب له
- انها من أعمال التصرف أي يلتزم الواهب بنقل حق عيني إلى الموهوب له قد يكون حق ملكية أو حق انتفاع أو حق ارتفاق أو حق شخصي أو مبلغ من النقود
- يمكن للواهب ان يفرض شرط معنوي على الموهوب له لكن ليس عوض
- ان نية التبرع شرط لازم لان الهبة بعوض تصبح عقد اخر كالبيع والمقايضة
- إذا كان الشرط يساوي المنفعة من الهبة هنا لا يوجد هبة لانه يكون عقد اتفاق بمقابل

## أركان الهبة
الهبة عقد لذا يجب ان تتوافر في هذا العقد شروط إنعقاد وشروط صحة، الواجب توافرها في كافة العقود الأخرى:
- شروط الانعقاد لازمة وهي:

1. التراضي
2. المحل
3. السبب
4. أن يكون محرر بورقة رسمية

- شروط الصحة تفترض وجود عقد وهو يكون قابل للابطال إذا لم تتوفر شروط:

1. الأهلية
2. الا يكون مشوبا بعيب من العيوب المفسدة للرضا
3. للهبة شكل في العقار
4. للهبة شكل في المنقول تتم بالقبض دون الحاجة إلى سند رسمي

## اثار واحكام الهبة
الاصل في عقد الهبة أنه ملزم لجانب واحد هو جانب الواهب ولكن إذا اشثرط الواهب عوضا له لهبته كانت الهبة ملزمة للجانبين ووجدت التزامات مقابلة في جانب الموهوب له.

### التزامات الواهب
- نقل ملكية الشيء الموهوب إلى الموهوب له
- تسليم الشيء الموهوب إلى الموهوب له
- ضمان التعرض والاستحقاق
- ضمان العيوب الخفية
- إذا كان الموهوب عقار يجب تسجيله في السجل العقاري
- يجب تسليم الشيء الموهوب والواهب ملزم بتسليمه اياه وتسري على ذلك الاحكام المتعلقة بتسليم المبيع
- إذا تعمد الواهب اخفاء مستند يثبت حق الغير في الشيء الموهوب فالواهب في هذه الحالة مسؤول عن الضرر الذي اصاب الموهوب له بسبب هذا الغش فيقدر القاضي للموهوب له تعويضا عادلا عما تحمله من خسارة بسبب الاستحقاق
- لا يضمن الواهب خلو الشيء الموهوب من العيب
- إذا تعمد اخفاء عيب ضمن الشيء الموهوب كان ملزما بتعويض الموهوب له عن الضرر الذي يسببه العيب
- يلتزم الموهوب له بداء العوض المشترط لمصلحة الواهب ام لمصلحة اجنبي أو لمصلحة عامة وحتى تظل الهبة محتفظة بطابعها التبرعي يجب ان لا تزيد قيمة العوض عن قيمة الموهوب
- إذا تبين ان الشيء الموهوب اقل في القيمة من العوض المشترط فلا يكون الموهوب له ملتزما بان يؤدي من هذا العوض الا بقدر قيمة الشيء الموهوب
- إذا اشترط الواهب عوضا عن الهبة وفاء ديونه فلا يكون الموهوب له ملزما الا بوفاء الديون التي كانت موجودة وقت الهبة
- يجوز الاتفاق على أن يتحمل الواهب جميع النفقات والمصاريف حتى يصل المال الموهوب إلى الموهوب له

## هبة الوقف
ينبني عليها ملكية العين الموقوفة؛ لأن الهبة أو التبرع بالعين ونحوه، يُشترط أن يكون من مال الواهب، إذ أن من أهم خصائص الملكية أنها تعطي صاحبها كل أنواع التصرف المشروعة، سواء أكان استهلاكاً أو نقلاً للملكية، فإذا كانت الهبة بعين غير مملوكة، كأن تكون من وقف، أو من ريع الوقف لم تَجُز، ويجب أيضاً أن تكون معلومة، فإن كانت مجهولة لم تَجُز.
ولهذا ذهب جمهور الفقهاء إلى أنه لا يجوز لناظر الوقف ولا غيره التبرع بعين الوقف؛ وذلك لعموم حديث عبد الله بن عمر، أن رسول الله ﷺ قال لعمر: "تصدق بأصله، لا يباع ولا يوهب ولا يورث، ولكن ينفق ثمره، ولأن الوقف انتقل عن ملكيته.
وعليه فإن هبة الوقف لا تصح، وليس لناظر الوقف، الهبة من مال الوقف، أو التبرع به، أو التنازل عن حق من حقوقه، أو إعارته، أو محاباة في تصرف.

## الفرق بين الهبة والوقف
- أن الوقف تمليك المنفعة مع بقاء العين على ملك الله فلا يجوز التصرف فيها، أما الهبة فهي تمليك للعين، وللموهوب له أن يتصرف فيها بما يشاء.[10]
- أن الهبة تُرد على الذات، أما الوقف فيُرد على  المنفعة.[11]
- الوقف لا يختص بالمُعين، بل يتعلق به حق من يأتي من البطون في المستقبل، فيكون الوقف على جميعهم، إلا أنه مرتب، فالوقف يتلقاه كل بطن من واقفه، والهبة تنتقل إلى الوارث من مورثه لا من الواهب.[4]

## الرجوع في الهبة
- يجوز للواهب ان يرجع في الهبة اما بالتراضي مع الموهوب له واما بالتقاضي بدون رضاء الموهوب له علما ان هناك هبات لازمة لا يمكن الجوع فيها الا بالتراضي وهناك هبات غير لا زمة وهي التي لا يقوم فيها مانع من موانع الرجوع
- يرفض طلب الرجوع في الهبة إذا وجد مانع من الموانع التالية:
- إذا حصل للشيء الموهوب زيادة متصلة موجبة لزيادة قيمته
- إذا مات اح طرفي الهبة
- إذا تصرف الموهوب له بالشيء الموهوب تصرف نهائي
- إذا قدم الموهوب له بدلا عن الهبة إذا كانت الهبة صدقة أو عمل من أعمال البر
- إذا هلك الشيء الموهوب في يد الموهوب له

### الاعذار المقبولة للرجوع في الهبة
1. ان يخل الموهوب بما يجب عليه نحو الواهب أو نحو أحد اقاربه بحيث يكون هذا الإخلال جحودا كبيرا من جانبه
2. ان يصبح الواهب عاجزا عن يوفر لنفسه اسباب معيشته بما يتفق مع مكانته الاجتماعية
3. ان يصبح غير قادر على الوفاء بما يفرضه عليه القانون من النفقة على الغير
4. ان يرزق الواهب بعد الهبة ولدا يظل حيا إلى وقت الرجوع
5. ان يكون للواهب ولدا يظنه ميتا وقت الهبة فاذا به حي

### الاثار التي تترتب على الرجوع في الهبة
- إذا تم الرجوع في الهبة بالتراضي أو بالتقاضي كان هذا فسخا لها، وتعتبر الهبة كان لم تكن لكن اثارها على المتعاقدين تختلف عن اثارها على الغير.
- إذا تم الرجوع في الهبة بالتراضي أو بالتقاضي فانه يجب على الموهوب له أن يرد الشيء الموهوب إلى الواهب وإذا هلك الشيء في يد الموهوب له قبل الرد كان مسؤولا عن الهلاك ووجب عليه تعويض الواهب.

### اثر الرجوع في الهبة بالنسبة للغير
إذا رجع الواهب عن الهبة فلا يكون لرجوعه اثر رجعي بالنسبة للغير بل يجب في هذه الحالة ضمان حقوق الغيرويجب التمييز هنا بين حالتين:
- إذا تصرف الموهوب له بالشيء تصرف نهائي
- إذا رتب على الشيء الموهوب حقا عينيا لحق انتفاع
- في الحالة الأولى تصبح الهبة لا زمة ويمتنع على الواهب الرجوع سواء بالتراضي أو بالتقاضي.
- الحالة الثانية إذا رتب الموهوب له حق عيني على الموهوب ولنفرض وضع الموهوب له إشارة رهن على العقار لمصلحة المصرف العقاري هنا وبعد تسجيل الدعوى على صحيفة العقار يسترد الواهب العقار الموهوب خاليا من كل حق للغير وهنا يحق للغير أي للمصرف بالرجوع على الموهوب له بالتعويض.